# Kropidlak pomarańczowy
Kropidlak pomarańczowy (Aspergillus ochraceus G. Wilh.) – gatunek grzybów z rodziny kropidlakowatych (Aspergillaceae). Gatunek kosmopolityczny, występujący na całym świecie.

## Systematyka i nazewnictwo
Pozycja w klasyfikacji według Index Fungorum: Aspergillus, Aspergillaceae, Eurotiales, Eurotiomycetidae, Eurotiomycetes, Pezizomycotina, Ascomycota, Fungi.
Takson ten po raz pierwszy zdiagnozowany został w 1877 r. przez Geroulda Wilhelma i według Index Fungorum nazwa podana przez tego autora jest prawidłowa. Później przez różnych autorów opisywany był pod różnymi nazwami i zaliczany do różnych rodzajów, wyróżniono też w jego obrębie różne podgatunki, odmiany i formy. Według Index Fungorum obecnie wszystkie one są synonimami Aspergillus ochraceus.
- Aspergillus alutaceus Berk. & M.A. Curtis 1875
- Sterigmatocystis ochracea (G. Wilh.) Tiegh. 1877
- Aspergillus ochraceus var. ochraceus Wilhelm 1877
- Aspergillus ochraceus var. microsporus Tirab. 1908
- Sterigmatocystis japonica Aoki et al., 1951

## Morfologia
Na podłożu Czapeka (CzA) w sposób ograniczony, na podłożu MEA szybciej, wzrastają płaskie kolonie (czasem pobrużdżone) koloru żółtopomarańczowego, ugrowego lub płowego; spód kolonii jest bezbarwny. Główki konidioforów mają promienisty układ zarodników. Metule mają 15–20 × 5–6 μm długości, fialidy 7–11 × 2,0–3,5 μm. Zarodniki są przejrzyste, okrągłe do okrągławych, nieco szorstkie, gładkościenne o średnicy 2,5 × 3.5 μm.

## Występowanie
Występuje na całym świecie w glebach. Znajdowany na/w żywności, ziarnie zbóż, ziarnach kawy i przyprawach.

## Znaczenie
- Powoduje alergiczne zapalenie pęcherzyków płucnych u ludzi[3]
- Powoduje grzybicze zapalenia łożyska u bydła[2]
- Powoduje nefropatię u świń i kur[4]
- Powoduje mykotoksykozę u świń objawiającą podskórnymi obrzękami, płyn w jamie opłucnej, wodobrzusze, niedodmę, obrzęk płuc i prowadzącą nawet do śmierci zwierząt{[5]}
- Wytwarza mykotoksyny ochratoksynę A, kwas penicyliowy, ksantomegninę, wiomellinę, wioksantynę[2]
- Jest używany do przemysłowego wytwarzania ksylanazy i β-ksylonidazy[6]